# Sanborn County
Sanborn County ist ein County im Bundesstaat South Dakota der Vereinigten Staaten. Das U.S. Census Bureau hat bei der Volkszählung 2020 eine Einwohnerzahl von 2330 ermittelt. Der Sitz der Countyverwaltung (County Seat) ist in Woonsocket.

## Geographie
Der Bezirk hat eine Fläche von 1477 Quadratkilometern; davon sind 3 Quadratkilometer (0,21 Prozent) Wasserflächen. Sanborn County ist in 16 Townships eingeteilt: Alton, Benedict, Butler, Diana, Elliot, Floyd, Jackson, Letcher, Logan, Oneida, Ravenna, Silver Creek, Twin Lake, Union, Warren und Woonsocket.

## Geschichte
Es wurde am 9. März 1883 gebildet und nach George W. Sanborn (1832–?) benannt, einem leitenden Inspektor bei der Chicago, Milwaukee, St. Paul and Pacific Railroad, der sich für die Erschließung des östlichen Dakota-Territoriums durch die Eisenbahn engagierte.
Sieben Bauwerke und Stätten des Countys sind im National Register of Historic Places (NRHP) eingetragen (Stand 9. August 2018).

## Städte und Gemeinden
Städte (cities)
- Woonsocket

Gemeinden (town)
- Artesian
- Letcher